# Паоло Пандольфо
Паоло Пандольфо (італ. Paolo Pandolfo, нар. 31 січня 1964, Італія) — італійський музикознавець, диригент і виконавець (віола да гамба) старовинної європейської музики, композитор і імпровізатор.

## Біографія
Спочатку навчався грі на контрабасі та гітарі як джазовий музикант. У другій половині 1970-х років навчався грі на віолі да гамба в Римській консерваторії. У 1979 році став співзасновником ансамблю старовинної музики La Stravaganza, а потім в 1981 році переїхав до Базеля, де навчався у Жорді Саваля в Schola Cantorum. У 1982—1990-х роках працював з Жорді Савалем в ансамблі Hespèrion XX (пізніше Hespèrion XXI).
З 1989 року працював професором по класу віоли да гамба в Basiliensis Schola Cantorum. У 1992 спільно зі скрипалем Енріко Гатті і клавесиністом Рінальдо Алессандріні заснував ансамбль старовинної музики Labyrinto, з яким виступає і яким керує.
Пандольфо записав безліч компакт-дисків. У 1980-х він брав участь в записах ансамблевої музики, в першу чергу з Жорді Савалем. Вже перший сольний запис Пандольфо (сонати для віоли да гамба Карла Філіпа Емануеля Баха в 1990 році) був високо оцінений. Одна з найбільш значних його робіт — запис в 2000-х роках віолончельних сюїт Йоганна Себастьяна Баха в аранжуванні для віоли да гамба. Свою ідею він пояснює тим, що хоча сюїти були написані для віолончелі, вони мають поліфонічний стиль віоли да гамба, а сам жанр танцювальних сюїт — звичний для віоли да гамба, тож це відродження традиції цього інструменту. Паоло Пандольфо відродив інтерес до творчості забутого французького композитора XVII століття пана Демаші, виконавши на концертах всі його твори, що збереглися, і записавши в 2012 році диск з його сюїтами.
Паоло Пандольфо дав безліч концертів по всій Європі, в Америці і Японії, грав в залі Берлінської філармонії і в англійському Whigmore Hall. Деякі його концерти містять докладний історичний і мистецтвознавчий коментар музиканта до виконуваних творів. Він бере участь в найбільших фестивалях старовинної музики. Музичний журнал American Record Guide назвав його найкращим гамбістом свого покоління.
Музикант є відомим педагогом, серед його учнів Амелі Шеман і Гвідо Балестраччі.

## Композиції та імпровізація
Музикант пише музику для віоли да гамба. У своїх творах часто змішує елементи бароко і танцювальної музики 20—30-х років XX століття. Значний вплив на його твори мала стилістика постмодернізму. Серед його творів є невелике Violatango, яке він часто виконує на біс в своїх концертах.
Сам Пандольфо говорить, що давня музика може слугувати потужним джерелом натхнення для сучасної західної музичної традиції, тому вважає побудову місточків між минулим і теперішнім важливою частиною своєї роботи.

## Основна дискографія
- CPE Bach. Sonatas for Viola da Gamba (Tactus)
- Forqueray. Pièces de viole avec la basse continuë (integrale, Glossa; 2 CDs)
- JS Bach. Sonatas for Viola da Gamba and harpsichord (Harmonia Mundi)
- Marin Marais. Le Labyrinth et autres Histoires (Glossa)
- Marin Marais. Le Grand Ballet (Glossa)
- JS Bach. The Six Suites (Glossa)
- Tobias Hume. Spirit of Gambo (Glossa — Labyrinto, Emma Kirkby)
- Le Sieur de St. Colombe. Pieces de Viole (Glossa)
- A Solo. P. Pandolfo, T. Hume, Corkins, DeMachy, M. Marais, JS Bach, CF Abel. Solo Recital with different Authors (Glossa)
- Io Canterei d'Amor. O. diLasso, T. Crequillon, Arcadelt, D. Ortiz, R. Rogniono, A. Gabrieli (Labirinto V. Ruffo — Harmonia Mundi)
- Travel Notes. New music for the Viola da Gamba composed by Paolo Pandolfo (Glossa)
- Improvisando. (Glossa)
- Heinrich Isaac. La Spagna. D. Ortiz. Variations on La Spagna played by P. Pandolfo (Bongiovanni)
- Canzon del Principe (Solos by Oratio Bassani played by P. Pandolfo (Divox Antiqua)